# .ng
A .ng Nigéria internetes legfelső szintű tartomány kódja, melyet 1995-ben hoztak létre. Az angol folyamatos igeidő képzője erre végződik, ezért ötletes címekre gyakran használják.

## Második szintű tartománykódok
- com.ng – kereskedelmi szervezeteknek.
- org.ng – nonprofit szervezeteknek.
- gov.ng – kormányzati szervezeteknek.
- edu.ng – oktatási intézményeknek.
- net.ng – internetszolgáltatóknak.